# Observatorul astronomic din Mannheim
Observatorul astronomic din Mannheim (în germană Mannheimer Sternwarte) a fost construit în 1772-1774. A funcționat până în anul 1880.

## Istoric
Principele elector Carol Teodor a fost pasionat de știință. În 1771, astronomul de curte Christian Mayer a propus construirea unui observator astronomic în Mannheim, aproape de Castelul Mannheim. Până atunci, acesta a activat la Castelul Schwetzingen. Carol Teodor a fost de acord și noul observator a fost construit până în 1774 sub cunducerea arhitecților Johann Lacher și Franz Wilhelm Rabaliatti. Observatorul a devenit și un obiectiv turistic. În cartea de oaspeți au scris printre alții Wolfgang Amadeus Mozart și Benjamin Franklin. Observatorul astronomic din Mannheim a fost în funcțiune până în 1880. Atunci condițiile de observație au devenit prea proaste și observatorul a fost transferat la Karlsruhe și ulterior la muntele Königstuhl, aproape de orașul Heidelberg (Observatorul Königstuhl). Apoi turnul a fost deschis pentru vizitatori. După cel de-Al Doilea Război Mondial camerele au fost închiriate artiștilor.

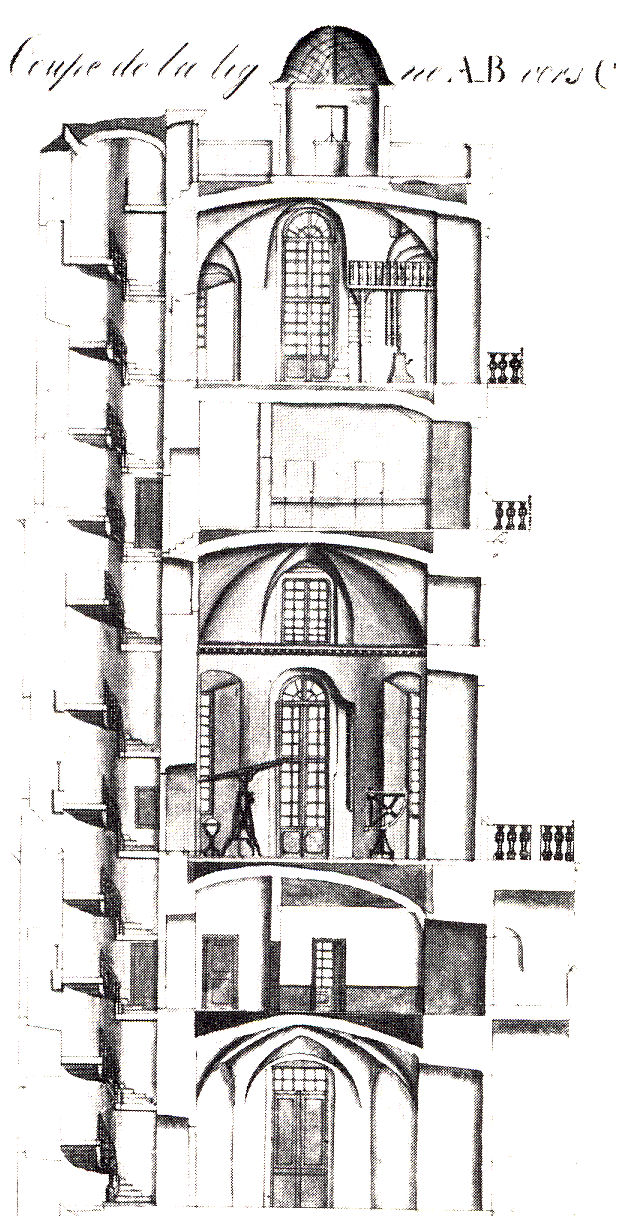
Plan de Johann Lacher
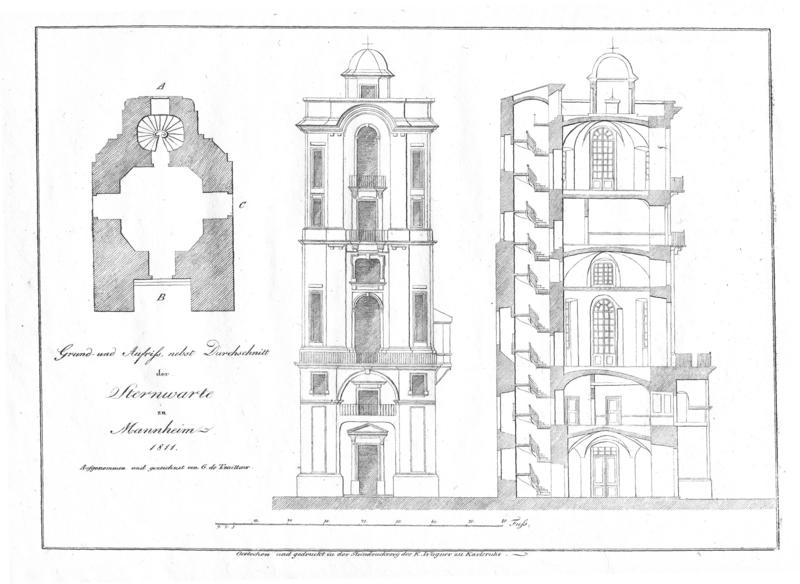
Plan din 1811
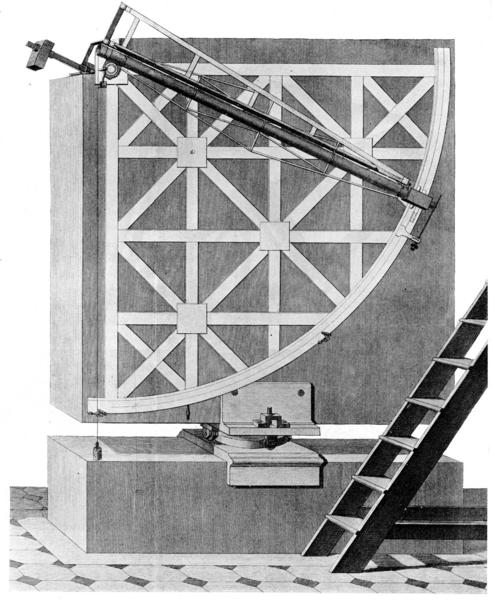
Cu un cvadrant tip Bird a lucrat Christian Mayer
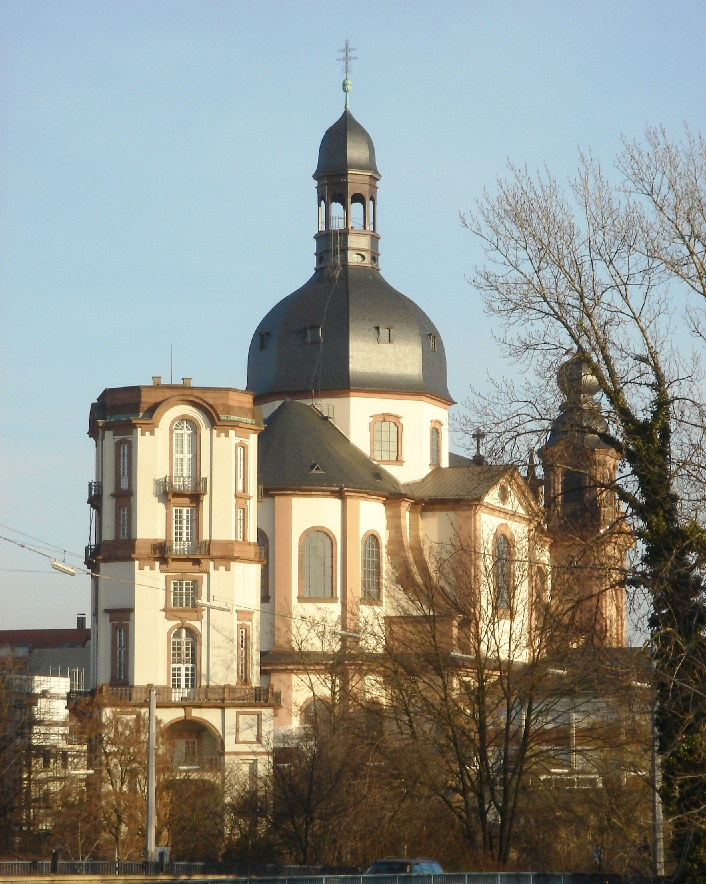
Observatorul se află lângă Biserica Iezuiților